# Motmot à gorge bleue
Aspatha gularis
Genre
Espèce
Statut de conservation UICN

 LC  : Préoccupation mineure
Le Motmot à gorge bleue (Aspatha gularis) est une espèce d'oiseau appartenant à la famille des Momotidae.
Cet oiseau peuple l'État de Chiapas, le Guatemala et le Honduras.